# Family of the Year
Family of the Year ist eine US-amerikanische Indie-Pop-Band aus Los Angeles.

## Bandgeschichte

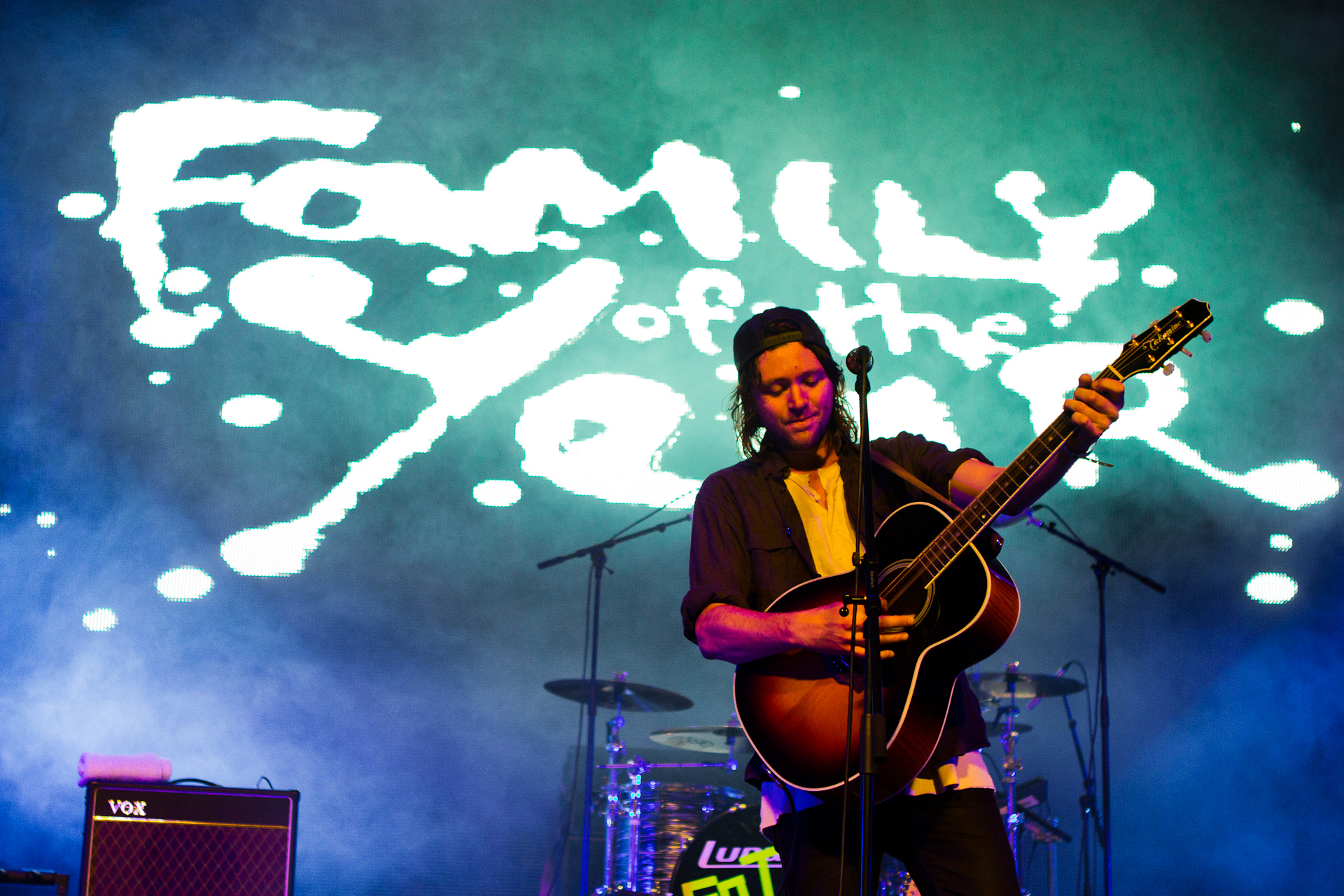
Joseph Keefe auf dem Southside Festival 2014 in Neuhausen ob Eck

2009 wurde die Band in Kalifornien gegründet, und noch im selben Jahr veröffentlichten sie ihr selbst produziertes Debüt, die EP Where’s the Sun und im September die LP Our Songbook bei Volvox Music. Ebenfalls 2009 wurden sie als Vorband von Ben Folds engagiert.
Es folgten weitere EPs, aber der Durchbruch kam erst mit dem Mitte 2012 erschienenen zweiten Album Loma Vista, das es in die US-Heatseekers-Chart schaffte und den Hit Hero enthielt, der in den Rockcharts erfolgreich war. Im Sommer 2013 fand das Lied auch den Weg nach Europa und über Radioeinsätze in die deutschen Singlecharts, wo es bis in die Top 10 kam. Auch das Album konnte sich daraufhin in den deutschen Charts platzieren.
2012 war ihr Song Hero in Robert Redfords Film The Company You Keep – Die Akte Grant in einer Barszene zu hören. Derselbe Song war im Film Boyhood des Regisseurs Richard Linklater zu hören, vorher schon im Original Soundtrack des Films Frau Ella (2013).

## Diskografie
Alben
- Songbook/Our Songbook (2009/2010)
- Loma Vista (2012)
- Family of the Year (2015)
- Goodbye Sunshine, Hello Nighttime (2018)

EPs
- Where’s the Sun (2009)
- Through the Trees (2010)
- St. Croix (2011)
- Diversity (2012)

Lieder
- Diversity (2012)
- The Stairs (2012)
- Hero (2013, UK: Silber, US: Platin)
- St. Croix (2013)
- Hold Me Down (2018)
- Let Her Go (2018)

## Auszeichnungen für Musikverkäufe
| Goldene Schallplatte - Belgien - 2016: für die Single Hero - Dänemark - 2019: für die Single Hero - Italien - 2016: für die Single Hero | Platin-Schallplatte - Spanien - 2024: für die Single Hero 2× Platin-Schallplatte - Kanada - 2021: für die Single Hero |

Anmerkung: Auszeichnungen in Ländern aus den Charttabellen bzw. Chartboxen sind in ebendiesen zu finden.
| Land/RegionAuszeichnungen für Musikverkäufe (Land/Region, Auszeichnungen, Verkäufe, Quellen) | Silber  | Gold     | Platin     | Verkäufe  | Quellen             |
| -------------------------------------------------------------------------------------------- | ------- | -------- | ---------- | --------- | ------------------- |
| Belgien (BRMA)                                                                               | —       | Gold1    | —          | 15.000    | ultratop.be         |
| Dänemark (IFPI)                                                                              | —       | Gold1    | —          | 45.000    | ifpi.dk             |
| Deutschland (BVMI)                                                                           | —       | —        | Platin1    | 300.000   | musikindustrie.de   |
| Italien (FIMI)                                                                               | —       | Gold1    | —          | 25.000    | fimi.it             |
| Kanada (MC)                                                                                  | —       | —        | 2× Platin2 | 160.000   | musiccanada.com     |
| Schweiz (IFPI)                                                                               | —       | Gold1    | —          | 15.000    | hitparade.ch        |
| Spanien (Promusicae)                                                                         | —       | —        | Platin1    | 60.000    | elportaldemusica.es |
| Vereinigte Staaten (RIAA)                                                                    | —       | —        | Platin1    | 1.000.000 | riaa.com            |
| Vereinigtes Königreich (BPI)                                                                 | Silber1 | —        | —          | 200.000   | bpi.co.uk           |
| Insgesamt                                                                                    | Silber1 | 4× Gold4 | 5× Platin5 |           |                     |

## Belege
1. ↑  Folk-Newcomer Family Of The Year: Schöne Frau für den Schwarzwald, Spiegel online Kultur, 1. September 2013
2. 1 2  Chartquellen: DE AT CH